# Dokument podróży (Polska)

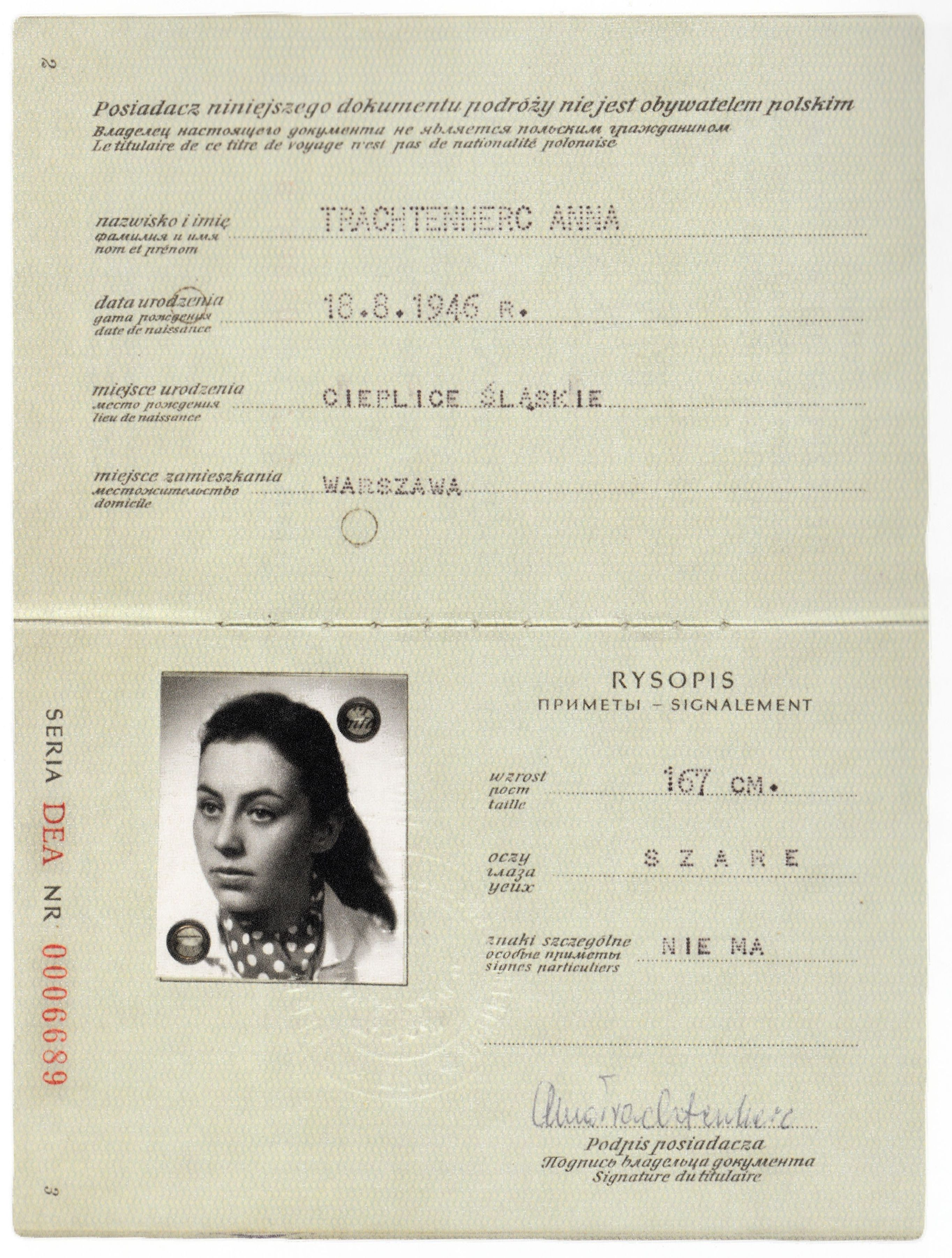
Dokument podróży stwierdzający, że jego posiadacz „nie jest obywatelem polskim”

Polski dokument podróży dla cudzoziemca – dokument urzędowy stwierdzający tożsamość osoby niebędącej obywatelem polskim. Aktualnie wydaje się go cudzoziemcowi, który utracił swój dokument podróży, lub uległ on zniszczeniu bądź utracił ważność, a nie jest możliwe otrzymanie przez cudzoziemca nowego dokumentu podróży, gdy cudzoziemcowi udzielono:
1. zezwolenie na pobyt stały
2. zezwolenie na pobyt rezydenta długoterminowego UE
3. zezwolenie na pobyt lub pobyt czasowy ze względów humanitarnych
4. ochrony uzupełniającej

W odróżnieniu od normalnych paszportów, ważność takiego dokumentu wynosi jeden rok.

## Historia
Historycznie dokument podróży był wydawany obywatelom polskim, którzy zrzekli się obywatelstwa polskiego, aby mogli wyjechać za granicę. Obecnie, żeby zrzec się obywatelstwa, konieczne jest posiadanie innego. Wydawano go też zamieszkującym w Polsce na stałe bezpaństwowcom. Dokument stwierdzał tożsamość osoby oraz fakt, iż „posiadacz niniejszego dokumentu nie jest obywatelem polskim”.
W czasie fali emigracyjnej 1968 roku dokument taki otrzymywali na przykład żydowscy emigranci, osoby, którym odebrano polskie obywatelstwo (oraz ich nieżydowscy współmałżonkowie), lub Niemcy opuszczający Polskę po II wojnie światowej.